# 埃塔耶普拉姆
埃塔耶普拉姆（Ettayapuram），是印度泰米尔纳德邦Toothukudi县的一个城镇。总人口12800（2001年）。

## 人口
该地2001年总人口12800人，其中男性6123人，女性6677人；0—6岁人口1303人，其中男664人，女639人；识字率69.23%，其中男性为78.08%，女性为61.12%。